# Skyddsvisitation
Med skyddsvisitation menas att man letar igenom en person efter föremål som kan användas för att skada antingen den som genomför skyddsvisitationen eller den som utsätts för skyddsvisitationen. Vanligast sker en skyddsvisitation då någon är frihetsberövad (gripen) eller ska avlägsnas (PL §13). Lagstödet för skyddsvisitationen finns i polislagens 19:e paragraf (PL §19).